# Kuruktag
Kuruktag (kinesiska: 库鲁克塔格) är en bergskedja i Kina. Den ligger i den autonoma regionen Xinjiang, i den nordvästra delen av landet, omkring 320 kilometer sydost om regionhuvudstaden Ürümqi.
Genomsnittlig årsnederbörd är 40 millimeter. Den regnigaste månaden är juni, med i genomsnitt 11 mm nederbörd, och den torraste är april, med 1 mm nederbörd.